# Skoruszowa Turniczka

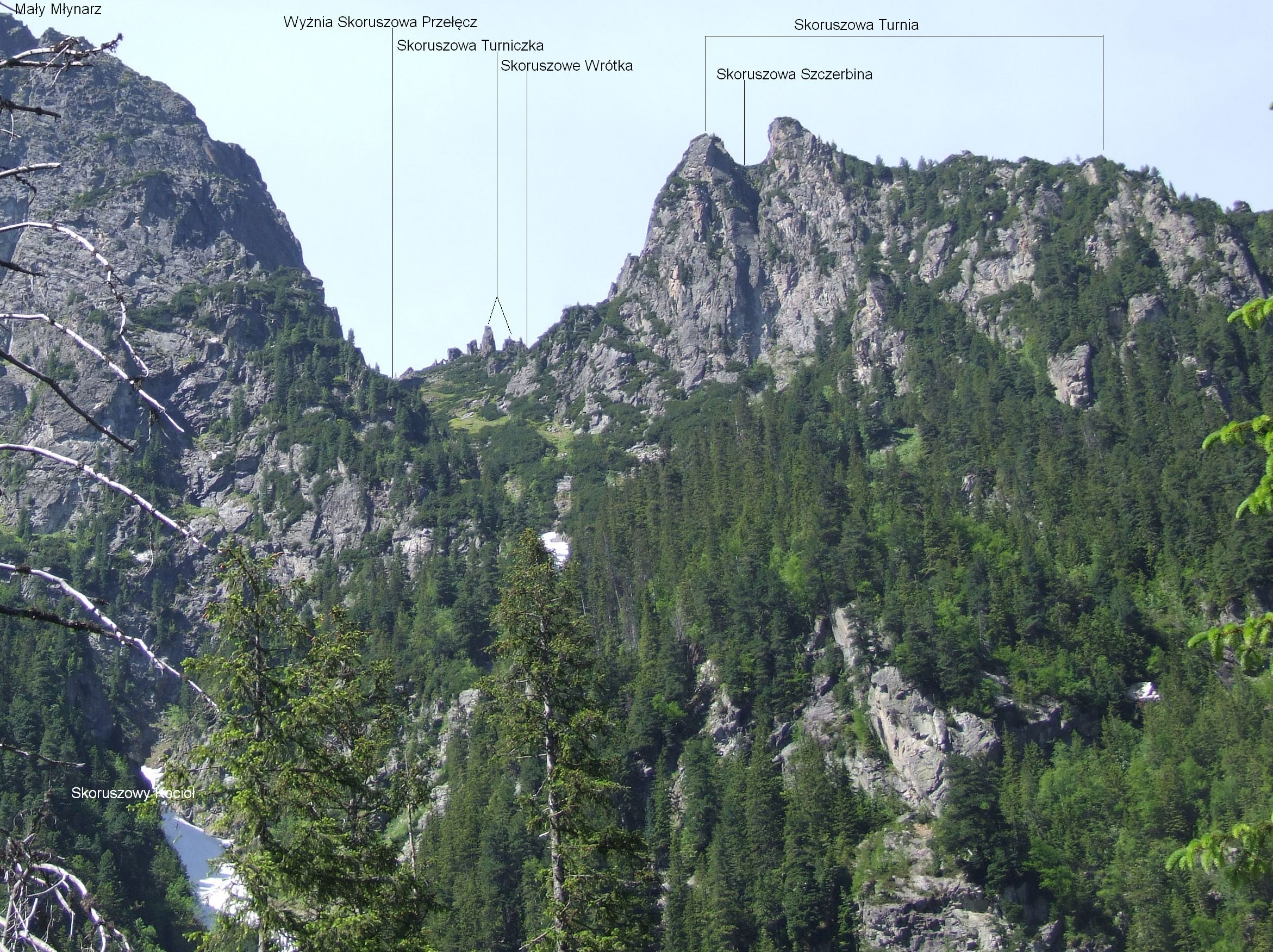
Widok z Doliny Białej Wody

Skoruszowa Turniczka (słow. Skorušiniakova vežička, 1806 m) – turniczka w głównej grani Młynarza w słowackich Tatrach Wysokich. Grań ta oddziela Dolinę Żabich Stawów Białczańskich od Doliny Białej Wody. Turniczka znajduje się pomiędzy Wyżnią Skoruszową Przełęczą i Skoruszowymi Wrótkami. Ma 3 skalne zęby, z których najwyższy i zarazem najtrudniej dostępny jest północny. Na północ opada on przewieszonym uskokiem o wysokości około 20 m.
Pierwszym znanym zdobywcą Skoruszowej Turniczki był Władysław Cywiński. Wszedł na nią 18 lipca 1992 roku.